# Крим Паф
Крим Паф (енгл. Creme Puff; Остин, 3. август 1967 — Остин, 6. август 2005) је мачка која је умрла у доби од 38 година и 3 дана. Она је према Гинисовој књизи рекорда најстарија мачка у историји.
Крим Паф је живела са својим власником Џејком Перијем у граду Остин у Тексасу. Пери је такође био власник мачка по имену Гренпа (енгл. Granpa) за кога је тврдио да је рођен у Паризу, 1964. године. Гренпа је умро у доби од 34 године и два месеца, 1998. године. Већ је написана и једна књига о дуговечности Перијевих мачака. У књизи се говори како би нека храна, или нешто друго могли имати везе са дуговечношћу ових мачака.